# Ignacio Aliseda
 (août 2025).
Ignacio Aliseda, né le 14 mars 2000 à Buenos Aires en Argentine, est un footballeur argentin qui joue au poste d'ailier gauche au FC Lugano.

## Biographie

### Defensa y Justicia
Né à Buenos Aires en Argentine, Ignacio Aliseda est formé par le du Defensa y Justicia. Il fait ses débuts en professionnel lors de la saison 2018-2019 du championnat d'Argentine, le 22 septembre 2018, contre l'Estudiantes de La Plata. Il entre en jeu en cours de partie ce jour-là, et les deux équipes se séparent sur un score nul (1-1). Il inscrit son premier but en professionnel le 28 septembre suivant, face au CA Banfield, lors d'un match de Copa Sudamericana. Son équipe l'emporte par deux buts à zéro ce jour-là.

### Fire de Chicago
Le 19 février 2020, Ignacio Aliseda rejoint le Fire de Chicago, franchise de Major League Soccer, avec lequel il s'engage pour un contrat courant jusqu'en décembre 2023, en tant que joueur désigné. Il joue son premier match sous ses nouvelles couleurs le 20 juillet 2020, face aux Earthquakes de San José. Il entre en cours de partie, lors de cette rencontre qui se solde par la défaite des siens (0-2). Le 26 août suivant, il inscrit son premier but pour sa nouvelle équipe, face au FC Cincinnati, participant ainsi à la victoire de son équipe (3-0).
Lors de la saison 2021 il se blesse en avril et est absent un mois. Il fait son retour à la compétition le 29 mai 2021, lors d'un match de championnat perdu face au CF Montréal (0-1). Il se fait remarquer le 4 juillet 2021, lors d'une rencontre de championnat face à Atlanta United, en marquant deux buts et délivrant une passe décisive. Impliqué sur la totalité des buts de son équipe, il permet à celle-ci de s'imposer (3-0). Il est élu joueur de la semaine pour cette performance.

### FC Lugano
Le 13 décembre 2021, Aliseda est transféré au FC Lugano, formation de Super League, dont le propriétaire est le même que celui du Fire de Chicago, favorisant la relation entre les deux clubs,. Le transfert devient valide le 1er janvier 2022.
Aliseda inscrit son premier but sous ses nouvelles couleurs le 26 février 2022, lors d'une rencontre de championnat face au Servette FC. Il entre en jeu à la place de Žan Celar et participe à la victoire de son équipe (2-0 score final).
La saison 2023-2024 d'Aliseda est marquée par plusieurs soucis physiques qui le tient éloigné des terrains. Il manque plusieurs matchs en début de saison après avoir été opéré de l'appendicite. Blessé à la cuisse en janvier 2024, il est cette fois absent pour huit semaines.

### En équipe nationale
En 2019, il figure dans la liste de l'équipe d'Argentine olympique pour participer aux Jeux panaméricains de 2019.